# Anixhe
Anixhe est un hameau de la commune de Juprelle dans la province de Liège en Région wallonne (Belgique).
Avant la fusion des communes de 1977, Anixhe faisait partie de la commune de Fexhe-Slins.

## Situation et description
Anixhe déploie ses nombreuses habitations sans discontinuer entre Fexhe-Slins situé au nord et Liers (commune de Herstal) situé au sud. La localité est longée à l'est par l'autoroute E313 Liège-Anvers.
Sur une placette, se trouve la petite chapelle Notre-Dame de Grâce construite dans un style contemporain et formant deux modules juxtaposés bâtis en moellons de grès polychromes.